# 青海省人民代表大会
青海省人民代表大会（简称青海省人大）是中华人民共和国青海省地方国家权力机关，也是青海省最高立法机关。在青海省人民代表大会闭会期间，常设机关常务委员会代为行使其大部分职权。

## 历史沿革
1950年10月18日至27日，青海省首届各族各界人民代表会议在西宁召开。与会代表共346名。会议代行省人民代表大会职权。
1954年初，青海省各基层选区完成普选工作。1954年8月，青海省第一届人民代表大会第一次会议在西宁市召开，与会代表共253人，其中有藏、蒙、回、土、撒拉和哈萨克等少数民族代表114人。此次会议标志着青海省地方国家权力机关的正式成立。当时，人民代表大会未设置常设机关，在休会期间，由人民委员会行使这些职权。
1966年至1977年的文化大革命时期，青海省人民代表大会停止运作，其职权被青海省革命委员会取代。1977年底，青海省第五届人民代表大会第一次会议召开，正式恢复人民代表大会活动。1979年8月，青海省第五届人民代表大会第二次会议召开，选举产生常务委员会，作为闭会时的常设机关。

## 主要职权
- 地方立法权（根据本省的具体情况和实际需要，在不同国家宪法、法律、行政法规相抵触的前提下，制定和颁布地方性法规）
- 监督权（保证国家宪法、法律、行政法规和全国人大及其常委会的决议在本省的遵守和执行）
- 选举任免权（选举并罢免省人大常委会组成人员、省人民政府省长和副省长、省高级人民法院院长、省人民检察院检察长）
- 重大事项决定权（政治、经济、教育、科学、文化、卫生、环境和资源保护、民政、民族等事项）

## 组织机构
青海省人民代表大会的组织系统由主席团、各专门委员会和常务委员会组成。主席团执行主席主持省人大会议和主席团会议。

### 主席团
青海省人大会议举行前，召开预备会议，选举主席若干人组成主席团，主持会议工作。主席团成员互推若干人为常务主席，主持会议日常事务。省人民代表大会设秘书长一人，副秘书长若干人。秘书长由主席团提名，大会通过。副秘书长由主席团决定。秘书长领导秘书处工作，负责会议事务。
主席团可以召开大会全体会议进行大会发言，就议案和有关报告发表意见。

### 专门委员会
专门委员会受青海省人民代表大会领导；在大会闭会期间，受青海省人民代表大会常务委员会领导。各专门委员会在省人民代表大会和省人大常委会领导下，研究、审议和拟定有关议案；对属于省人民代表大会和省人大常委会职权范围内同本委员会有关的问题，进行调查研究，提出建议。
青海省第十三届人民代表大会设有以下专门委员会：
| 青海省第十三届人民代表大会专门委员会 | 青海省第十三届人民代表大会专门委员会 |
| 专门委员会名称                       | 主任委员                             |
| ------------------------------------ | ------------------------------------ |
| 法制委员会                           | 杨牧飞                               |
| 财政经济委员会                       | 王新平                               |
| 教育科学文化卫生委员会               | 左旭明                               |
| 民族侨务外事委员会                   | 杜贵生                               |
| 监察和司法委员会                     | 周国建 → 贾小煜                      |
| 农牧委员会                           | 邢小方                               |
| 环境资源保护委员会                   | 李志勇                               |
| 社会建设委员会                       | 高玉峰                               |

### 常务委员会
青海省人民代表大会常务委员会是青海省人民代表大会的常设机关，对青海省人民代表大会负责并报告工作，每两个月至少召开一次会议。

### 代表团
青海省人民代表大会代表按照选举单位组成代表团。各代表团分别推选代表团团长、副团长。团长召集并主持代表团全体会议，副团长协助团长工作。代表团可以分设若干代表小组。代表小组会议推选小组召集人。
青海省下辖各市州都设立有代表团，另有解放军驻青部队代表团。
2018年1月，青海省第十三届人民代表大会共有9个代表团，共计392人（代表总名额399名，实有代表392名）：
- 西宁市代表团（145人）
- 海东市代表团（86人）
- 海西州代表团（33人）
- 海南州代表团（26人）
- 海北州代表团（21人）
- 玉树州代表团（23人）
- 果洛州代表团（18人）
- 黄南州代表团（20人）
- 解放军代表团（20人）

## 会议
青海省人民代表大会的运作主要依照《中华人民共和国宪法》、《中华人民共和国地方各级人民代表大会和地方各级人民政府组织法》、《中华人民共和国全国人民代表大会和地方各级人民代表大会选举法》等法律规定。同时，青海省人民代表大会结合实践经验，在上述法律基础上制定有《青海省县级以上各级人民代表大会议事规则》（1991年5月4日青海省第七届人民代表大会第四次会议通过；1998年5月29日青海省第九届人民代表大会常务委员会第二次会议修正）。
青海省人民代表大会会议每年至少举行一次。经过五分之一以上代表提议，可以临时召集本级人民代表大会会议。省人民代表大会会议必须在有三分之二以上的代表出席时，方能举行。
会议议程主要包括：听取和审查青海省人民政府、青海省人大常委会、青海省高级人民法院、青海省人民检察院工作报告；审查和批准青海省年度发展计划；审查和批准青海省去年预算执行情况和今年度预算草案；审议各项决议草案；选举等。
会议日程主要包括：代表团全体会议、大会预备会议、若干次全体会议、小组会议、闭幕会（宪法宣誓仪式）等。
预备会议的主要任务为选举主席团，决定秘书长等成员名单及议程。时间一般为半天。